# 13439 Frankiethomas
A 13439 Frankiethomas (ideiglenes jelöléssel 2072 P-L) a Naprendszer kisbolygóövében található aszteroida. Cornelis Johannes van Houten, Ingrid van Houten-Groeneveld és Tom Gehrels fedezte fel 1960. szeptember 24-én.